# Trudgen
Il trudgen  è uno stile di nuoto noto come colpo da gara, o colpo dell'India Orientale. Prende il nome dal nuotatore inglese John Trudgen (1852–1902) e si è evoluto dallo stile laterale.
Si nuota principalmente su un lato, facendo un movimento sopramano, sollevando le braccia alternativamente fuori dall'acqua. Quando il braccio sinistro è sopra la testa, le gambe si allargano per dare una spinta; mentre il braccio sinistro scende, le gambe si estendono e vengono poi riunite con un calcio a forbice. Il braccio destro viene ora portato in avanti sopra l'acqua e, mentre scende, il braccio sinistro si estende di nuovo. La spinta a forbice viene eseguita ogni due bracciate; consiste nell'allargare le gambe e poi riunirle con un improvviso movimento a "scatto".
Il viso del nuotatore è immerso per la maggior parte del tempo; l'unica possibilità di respirare è quando la mano torna indietro e proprio quando il gomito passa davanti al viso. Il trudgen si è evoluto nello stile libero.